# Gjumri
Gyumri (armenski: Գյումրի) je drugi po veličini grad u Armeniji, te najveći grad u pokrajini (marzu) Shirak. Udaljen je 120 km od glavnog grada Erevana.

## Povijest
Gyumri je jedan od najstarijih gradova u Armeniji. Regija Gyumri se spominje u raznim natpisima iz 8. stoljeća prije Krista. Prvo naselje koje su osnovali grčki kolonisti na području današnjeg grad nastalo je u 5. stoljeću prije Krista. Narodna priča govori da je grad osnovali Kimerijci, crnomorski nomadski narod. Originalni naziv grada je Kumayri.
Tijekom srednjega vijeka Gyumri je bio poznat kao veliko naselje i centar armenske pobune protiv režima Arapa (733. – 755.).
Gyumri se nastavio razvijati u 19. stoljeću, kada je zajedno s okolicom postao dio Rusije, što je posljedica Rusko-perzijskog rata (1804. – 1813.). Gyumri je pao pod rusku upravu 1804. (oko 25 godina ranije od ostatka Istočne Armenije). Tijekom ovog perioda je bio jedan od najpoznatijih gradova u Transkavkazkoj regiji. 1829. se oko 3000 osmanskih obitelji doselilo u Gyumri iz Karsa, Erzuruma, Doğubeyazıta i ostalih turskih mjesta. 1829. grad je posjetio ruski pjesnik Aleksandar Puškin.
Godine 1837. ruski car Nikola I. stigao je u Gyumri i preimenovao ga u Alexandropol u čast svoje žene, te je sagrađena Velika ruska tvrđava. 1840-ih grad je brzo rastao, te je bio središte ruske vojske. Nakon dolaska komunističke vlasti 1924. je grad preimenovan u Leninakan prema komunističkom vođi Vladimiru Lenjinu. 1988. je grad pogodio katastrofalan potres. Nakon rušenja komunističke vlasti i osamostaljenja Armenije 1990. se grad ponovo zove Gyumri.

## Zemljopis
Gyumri se nalazi u planinskom zapadnom dijelu zemlje blizu granice s Turskom na oko 1592m nadmorske visine. Nalazi se u dolini u podnožju Kavkaza. Tlo je nestabilno, te su česti potresi. Klima je relativno suha. Ljeta su svježa, a zime su hladne i jake. Grad je udaljen 120 km od glavnog grada Erevana. Nalazi se u blizini gradova Gharibjanian i Azatan.

## Znamenitosti
Postoji pet crkava, jedan samostan i jedna ruska kapela. Jedna od najvažnijih povijesnih crkava je crkva Presvetog Spasitelja Svega (Sourb Amenaprkich). Gradnja crkve započela je 1859., a dovršena je 1873. Uništena je u potresu 1988. i trenutno se obnavlja. Značajan je spomenik Vartananq. Poznato je kazalište Vardan Achemy. Poznat je i uređeni glavni trg.

## Kultura
Tijekom stoljeća Gyumri je bio poznat kao "grad zanata i umjetnosti". Danas je poznat po školama i kazalištima. Prvi operni nastup u Armeniji održao se ovdje 1912., a 1923. je otvoreno prvo kazalište u Armeniji.

## Gradovi prijatelji
| Grad       | Država   |
| ---------- | -------- |
| Alexandria | SAD      |
| Kutaisi    | Gruzija  |
| Nardò      | Italija  |
| Osasco     | Brazil   |
| Plovdiv    | Bugarska |

## Poznate osobe
- Gevorg Davtyan, dizač utega